# 班什拉
班什拉（Banshra）是印度西孟加拉邦西巴尔达曼县的一个城镇。总人口5128（2001年）。

## 人口
该地2001年总人口5128人，其中男性2841人，女性2287人；0—6岁人口627人，其中男346人，女281人；识字率59.89%，其中男性为68.39%，女性为49.32%。